# 金龙桥
金龙桥又名梓里江桥、梓里桥，位于云南省丽江市的金沙江上，东连梓里，西接鹤庆，距丽江城约80多里。是长江上现存最古老的桥梁。
清光绪二年（1876年），贵州提督蒋宗汉私人捐资10万修建该桥，历时5年，于清光绪6年(1880年)建成，桥的主体结构是由16根大铁链悬系在两岸，其中14根为承重底链，上铺横竖两层木板，另2根铁链为两侧护栏，每根铁链由约500个铁环扣联而成，桥总长116米，净跨90米，桥面宽3米。
1934年，金龙桥遭遇大风，桥身摇动不止，16根铁索中断了14根，后由丽江士绅赖耀彩等多方筹措资金，该桥得以重修，重建时增加了2根底链，共18根铁索，直至今天仍可供行人和非机动车辆通行。
金龙桥1985年被丽江县列为重点文物保护单位，2006年被列为全国重点文物保护单位，是云南丽江著名旅游景点之一。